# Giganteopalpus
Giganteopalpus este un gen de insecte lepidoptere din familia Sphingidae.

Cladograma conform Catalogue of Life:
| Giganteopalpus | \| \| Giganteopalpus capito \| \| \| \| \| \| Giganteopalpus mirabilis \| \| \| \| |
|                | \| \| Giganteopalpus capito \| \| \| \| \| \| Giganteopalpus mirabilis \| \| \| \| |
|                | Giganteopalpus capito                                                              |
|                |                                                                                    |
|                | Giganteopalpus mirabilis                                                           |
|                |                                                                                    |